# Dryadella osmariniana
Dryadella osmariniana là một loài thực vật có hoa trong họ Lan. Loài này được (Braga) Garay & Dunst. mô tả khoa học đầu tiên năm 1979.